# Festival du film coréen à Paris 2018
 (mars 2025).
Le Festival du film coréen à Paris 2018, 13e édition du festival, se déroule du 30 octobre au 6 novembre 2018.

## Sélection

### Ouverture
- The Great Battle de Kim Kwang-sik

### Clôture
- Sunset in My Hometown de Lee Joon-ik

### Événements
- Along With the Gods : Les Deux Mondes de Kim Yong-hwa
- On Your Wedding Day de Lee Seok-geun
- Monstrum de Huh Jong-ho
- Dark Figure of Crime de Kim Tae-gyun
- Gonjiam: Haunted Asylum de Jeong Beom-sik

### Avant-premières
- The Spy Gone North de Yoon Jong-bin
- After My Death de Kim Ui-seok
- Grass de Hong Sang-soo

### Paysages
- 1987: When the Day Comes de Jang Joon-hwan
- A Haunting Hitchhike de Jeong Hee-Jae
- Adulthood de Kim In-Seon
- Believer de Lee Hae-young
- Counters de Lee Il-Ha
- Ecology in Concrete de Jeong Jae-eun
- For Vagina's Sake de Kim Bo-Ram
- Hello Dayoung de Ko Bong-Soode
- Petite Forêt de Yim Soon-rye
- Mate (en) de Jung Dae-gun
- Old Love de Park Ki-Yong
- Park Hwa-young de Lee Hwan
- Romans 8:37 de Shin Yeon-shick

### Portait -Jeon Go-woon
- Microhabitat
- Bad Scene
- Too Bitter To Love